# Juan Bruno Tarraza
Juan Bruno Tarraza (* 1912 in Caibarién; † 23. Mai 2001 in Mexiko-Stadt) war ein kubanischer Pianist und Komponist.
Tarraza studierte in seiner Heimatstadt zunächst Trompete, dann Klavier. Anfang der 1940er Jahre trat er in Havanna in  Nachtclubs auf und leitete schließlich das Orquesta Piedra. 1942 ging er nach Mexiko. Als Begleitpianist von Toña la Negra unternahm er eine Tournee durch Lateinamerika und Spanien. Ab Mitte der 1940er Jahre arbeitete er als Filmmusikkomponist in Mexiko. Bis in die 1960er Jahre erschienen seine Songs in mexikanischen Filmen, an einigen Filmen war er auch als Pianist oder Orchestrator beteiligt. Populär wurde sein Bolero Soy feliz in der Interpretation von María Victoria, dessen Text Jaime Salvador den Titel seines Films Estoy taaan enamorada entnahm. Auch noch in dem Film La fiebre del deseo (1964), dem Debüt Jorge Mistrals als Regisseur, waren seine Lieder zu hören.
Von 1952 bis 1957 trat er auch mit Felo Bergaza als Klavierduo auf. Beide unternahmen internationale Tourneen und wirkten in mehreren Filmen als Duo mit. In Locura musical, Locos por la televisión und Flor de canela zeigten sie auch ihr schauspielerisches Talent. Neben Toña la Negra zählten unter anderen Tongolele, Pedro Vargas und die kubanische Königin des Bolero Olga Guillot zu den Partnern seiner langen Bühnenlaufbahn. Tarraza nahm auch mehrere Alben auf, darunter Piano Tropical, Piano Sabor und My Fair Lady Goes Latin.